# أورسي
قرية أورسي (بالكردية: ئەورسی) هي إحدى القرى التابعة لـمرغور في ريف قسم سيلوانه من مقاطعة أرومية، في محافظة أذربیجان الغربیة الإيرانية.

## السكان
حسب إحصاءات سنة 2006، بلغ إجمالي السكان في أورسي 664 نسمة وعدد المساكن 127 مسكن. لغة سكان أورسي هي اللغة الكردية و هم من أهل السنة والجماعة والمذهب الشافعي.